# Burträsk-Lövångers pastorat
Burträsk-Lövångers pastorat är ett pastorat i Skellefte kontrakt i Luleå stift i Skellefteå kommun i Västerbottens län. 
Pastoratet bildades 2014 genom sammanläggning av pastoraten:
- Burträsks pastorat
- Lövångers pastorat

Pastoratet består av följande församlingar:
- Burträsks församling
- Lövångers församling

Pastoratskod är 110410